# بایرام‌قلعه‌سی
بایرام قلعه‌سی روستایی است که در ۶۰ کیلومتری شهر شاهین‌دژ قرار دارد و دارای ۲۰ نفر (۶ خانوار) جمعیت است.